# Kerpo Gabriel de León
Kerpo Gabriel de León (nacido el 25 de febrero de 1974 en Maldonado, Uruguay) es un  exfutbolista uruguayo nacionalizado hondureño. Jugaba como portero y su último equipo fue el Club Deportivo Motagua de la Liga Nacional de Fútbol de Honduras.

## Carrera
Se inició en el Danubio Fútbol Club del fútbol charrúa en el año 2000 ahí estuvo hasta el siguiente año para recalar en el Club Atlético Atenas (San Carlos, Maldonado) donde estuvo hasta el año 2005 donde salió del país para tener su primera experiencia en el fútbol del extranjero, justamente en Honduras con el Municipal Valencia de la ciudad de Choluteca donde fue titular indiscutible y alcanzando una semifinal con el equipo recién ascendido al máximo circuito de la Liga de Honduras, permaneció dos años en el club naranja hasta que su categoría fue fusionada con la del equipo de la ciudad de Comayagua el Hispano Fútbol Club equipo que ahora se llama Comayagua FC en el club de Comayagua estuvo del 2006 hasta el 2009 alcanzando una semifinal con dicho equipo en el 2006 donde no les fue muy bien ya que el Club Deportivo Motagua les dio una paliza de 6-2 en el global quedando el  Hispano en el camino. Luego de su paso por el equipo de Comayagua donde estuvo tres años y medio, el portero quería probar nuevos aires y el Club Deportivo Platense del mismo país le abrió las puertas, donde también con el equipo porteño obtuvo jugar una semifinal, y nuevamente, como sucedió con los dos equipos anteriores, Kerpo de León y su equipo, esta vez, el Platense, quedaban fuera de la gran final del fútbol de Honduras y también a manos del  Motagua que luego perdería la final ante su más enconado rival, el Club Deportivo Olimpia. En el equipo porteño, Kerpo de León solo estuvo a lo largo de un año para luego pasar al Club Deportivo Vida de la ciudad de La Ceiba donde nuevamente se convertiría en una pieza fundamental en el once titular del entrenador Carlos Martínez, esta vez, Kerpo de León iba dispuesto a difrutar de una final en el fútbol Catracho, pero no contaba que a su paso, en la semifinal se encontraría con su bestia negra, el  Motagua, el mismo equipo que lo dejó eliminado de la final cuando jugó para el  Hispano,  Platense y ésta, que le iba a tocar nuevamente ver la final desde un televisor al quedar eliminado por el equipo azul, el  Motagua se coronó campeón en ese torneo ante el Club Deportivo Olimpia, pero la suerte del portero charrúa no quedaba así y menos la gran actuación que tuvo con el cuadro rojo, eso no iba a quedar impune, luego de terminar el torneo, el  Motagua el mismo que lo dejaría sin jugar de 3 a 4 finales lo fichó y desde el 2010 forma parte del equipo capitalino, con el equipo azul ha jugado una semifinal pero se quedó en el camino, fueron eliminados por el Club Deportivo Marathón.

## Sin Finales
Kerpo Gabriel de León no ha tenido la dicha de disfrutar una Gran Final en Honduras, logró disputar varias semifinales con todos los equipos en los que ha estado pero nunca ha pasado de ahí, de la semifinal.

## Lesión
El sábado 1 de septiembre de 2012 el meta uruguayo pasó uno de los peores momentos de su vida, él jugando para el Club Deportivo Motagua tuvo una horrible lesión, transcurría el minuto 22' del partido, un tiro desde la izquierda al centro del área. Entonces ocurrió el mayor susto del juego. Kerpo y Mitchel Brown, jugador del Club Deportivo Marathón salieron en busca del esférico. Se notó que no hubo mala intención del jugador del  Marathón, pero sin precaución saltó y estiró los brazos. Detrás de él, Kerpo salió a dar un puñetazo y lo logró, pero Brown impactó con el brazo en la garganta del arquero y éste se derrumbó, mostrando que estaba lesionado.
Kerpo comenzó a mover los brazos de forma extraña. Los jugadores comenzaron a correr para ayudarlo. Incluso Brown y algunos jugadores del club verde auxiliaron. La alerta se encendió cuando Carlos "Tatín" Morán comenzó a llorar y Odis Borjas se hincó a orar. El desconcierto se apoderó de la gente, que no ocultó su preocupación. Para colmo de males, la única ambulancia asignada para el juego había trasladado minutos antes al jugador del  Marathón Wilmer Fuentes a una clínica porque minutos antes se había dislocado el brazo.
Por fortuna, el futbolista salió del campo mostrando mejoría. Se confirmó que estaba fuera de peligro; se trataba de un golpe en la garganta.

## Clubes
| Club                    | País     | Año       |
| ----------------------- | -------- | --------- |
| Danubio Fútbol Club     | Uruguay  | 2000-2001 |
| Club Atenas             | Uruguay  | 2001-2005 |
| Municipal Valencia      | Honduras | 2005-2007 |
| Hispano Fútbol Club     | Honduras | 2007-2009 |
| Club Deportivo Platense | Honduras | 2009-2010 |
| Club Deportivo Vida     | Honduras | 2010-2011 |
| Club Deportivo Motagua  | Honduras | 2011-2013 |

- Datos: Q5959196